# Большая (приток Тылая)
Большая — река в России, протекает в муниципальном округе Карпинск Свердловской области. Устье реки находится в 7,8 км по правому берегу реки Тылай. Длина реки Большой составляет 14 км.
Исток реки Большой расположен в южной части Северного Урала, к юго-востоку от горы Щучий Камень (842 м над уровнем моря). Река течёт преимущественно на юг по ненаселённой местности среди гор и холмов, покрытых таёжным лесом.

## Данные водного реестра
По данным государственного водного реестра России, река Большая относится к Камскому бассейновому округу. Водохозяйственный участок — Косьва от истока до Широковского гидроузла, речной подбассейн — бассейны притоков Камы до впадения Белой, речной бассейн — Кама.
Код объекта в государственном водном реестре — 10010100312111100008454.